# Fungiidae
Famille
Fungiidae est une famille de scléractiniaires (coraux durs) libres, aussi appelés « coraux-champignons ».

## Description et caractéristiques

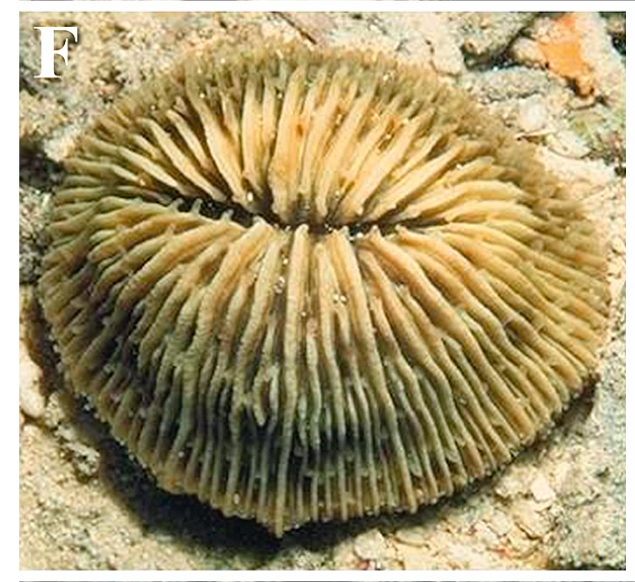
Cycloseris cyclolites, tentacules rétractés.

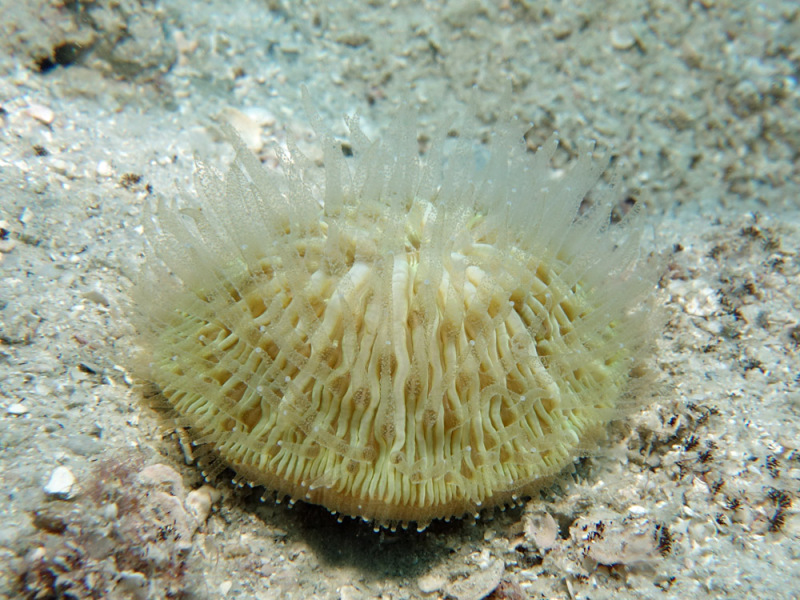
Cycloseris cyclolites, tentacules étendus.

Ces coraux ont pour la plupart la particularité d'être constitués d'individus isolés (et non pas de colonies, ou alors seulement de quelques individus), qui pour la plupart vivent posés sur le sédiment au lieu d'être soudés à un substrat dur (à l'exception de trois genres, et du stade juvénile). Ils se présentent généralement sous la forme d'un disque ou d'une ellipse formée d'un fond plat et d'une face supérieure constituée de fines lames rayonnant autour d'un centre où se trouve la bouche. Celles-ci sont appelées septes (si elles partent de la bouche) ou côtes (si elles partent de la marge). Les tentacules en émergent de nuit pour attraper du plancton, dont se nourrit l'animal. Pendant la journée, ils se complémentent énergétiquement par photosynthèse grâce à des zooxanthelles symbiotiques.
Ces coraux sont sans doute ceux dont les polypes sont les plus gros : ceux des Heliofungia peuvent ainsi atteindre 50 cm de diamètre, soit plus que la plupart des anémones. En conséquence, certains Fungiidae sont capables d'ingérer des organismes de grande taille (méduse par exemple). Ces coraux sont aussi capables de se désensabler activement, ce qui leur permet de survivre dans des zones à forte sédimentation, et pour certains de se déplacer sur le fond, ce qui leur permet sans doute d'atteindre des sources de nourriture potentielles comme des charognes ou des débris. Les  Cycloseris et Herpolitha (et probablement d'autres) sont même capables de se retourner et d'escalader des obstacles.
En raison de leur allure en chapeau et de leurs lamelles, ces coraux sont souvent appelés « coraux-champignons », et leur nom scientifique est également emprunté au mot latin désignant ces êtres.
Les coraux de cette famille ne se trouvent que dans le bassin indo-pacifique ; malgré la solidité de leur squelette, leur histoire évolutive est mal connue, et on les pense apparus au Crétacé.

## Liste sous-taxons
| Selon World Register of Marine Species (31 janvier 2014) : - genre Cantharellus Hoeksema & Best, 1984 — 3 espèces (fixes) - genre Ctenactis Verrill, 1864 — 3 espèces - genre Cycloseris Milne Edwards & Haime, 1849 — 14 espèces - genre Danafungia Wells, 1966 — 2 espèces - genre Fungia Lamarck, 1801 — 1 espèce (genre-type) - genre Halomitra Dana, 1846 — 2 espèces - genre Heliofungia Wells, 1966 — 2 espèces - genre Herpolitha Eschscholtz, 1825 — 1 espèce - genre Lithophyllon Rehberg, 1892 — 6 espèces (fixes) - genre Lobactis Verrill, 1864 — 1 espèce - genre Pleuractis Verrill, 1864 — 7 espèces - genre Podabacia Milne Edwards & Haime, 1849 — 5 espèces (fixes) - genre Polyphyllia Blainville, 1830 — 2 espèces - genre Sandalolitha Quelch, 1884 — 3 espèces - genre Zoopilus Dana, 1846 — 1 espèce | Selon ITIS (31 janvier 2014) : - genre Cantharellus Höksema & Best, 1984 - genre Ctenactis Agassiz in Verrill, 1864 - genre Cycloseris Milne-Edwards & Haime, 1849 - genre Diaseris Milne-Edwards & Haime, 1849 - genre Fungia Lamarck, 1801 - genre Halomitra Dana, 1846 - genre Heliofungia Wells, 1966 - genre Herpetoglossa Wells, 1966 - genre Herpolitha Eschscholtz, 1825 - genre Lithophyllon Rehberg, 1892 - genre Lobactis Verrill, 1864 - genre Parahalomitra Wells, 1937 - genre Podabacia Milne-Edwards & Haime, 1849 - genre Polyphyllia Quoy & Gaimard in Blainville, 1830 - genre Sandalolitha Quelch, 1884 - genre Zoopilus Dana, 1846 |

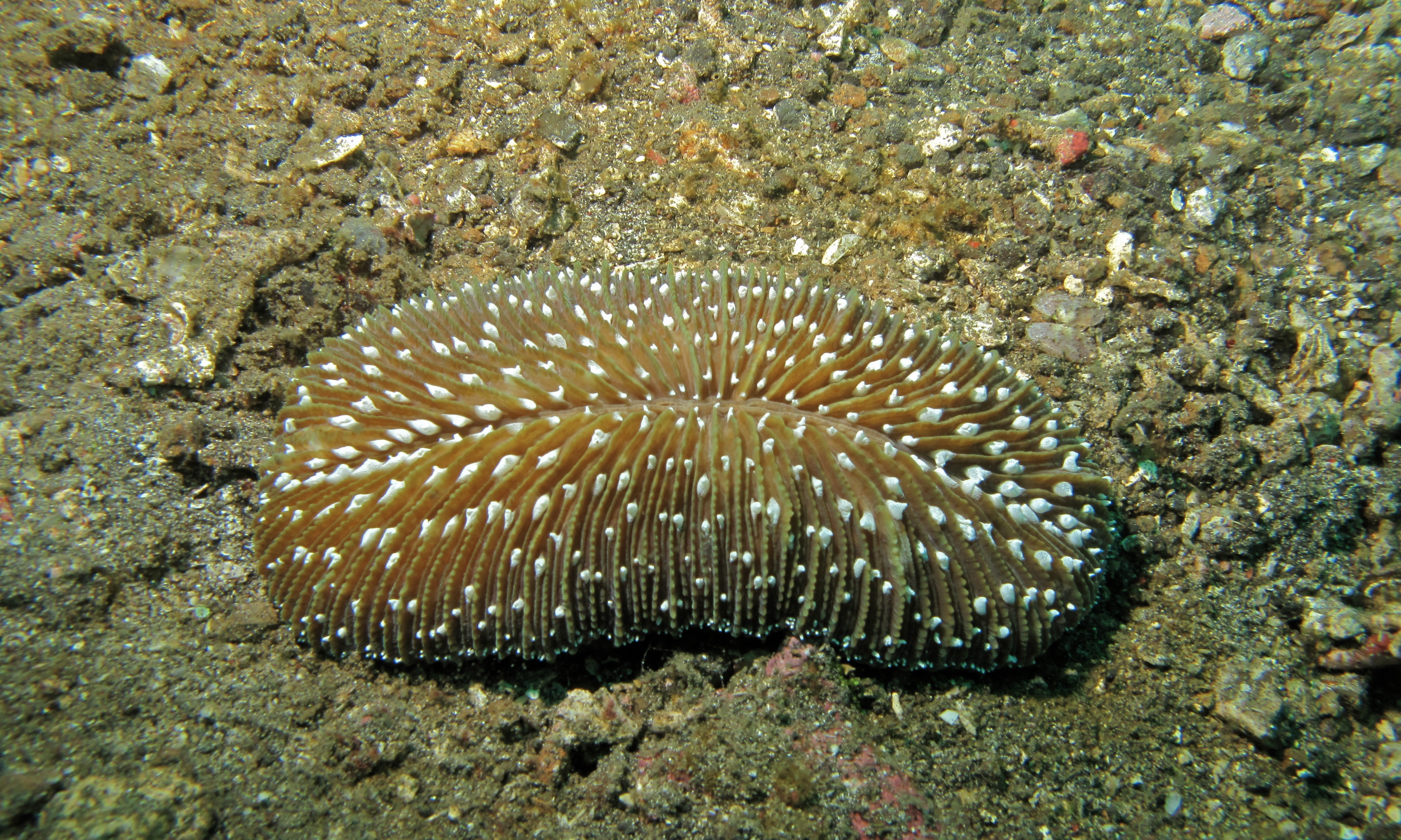
Ctenactis albitentaculata
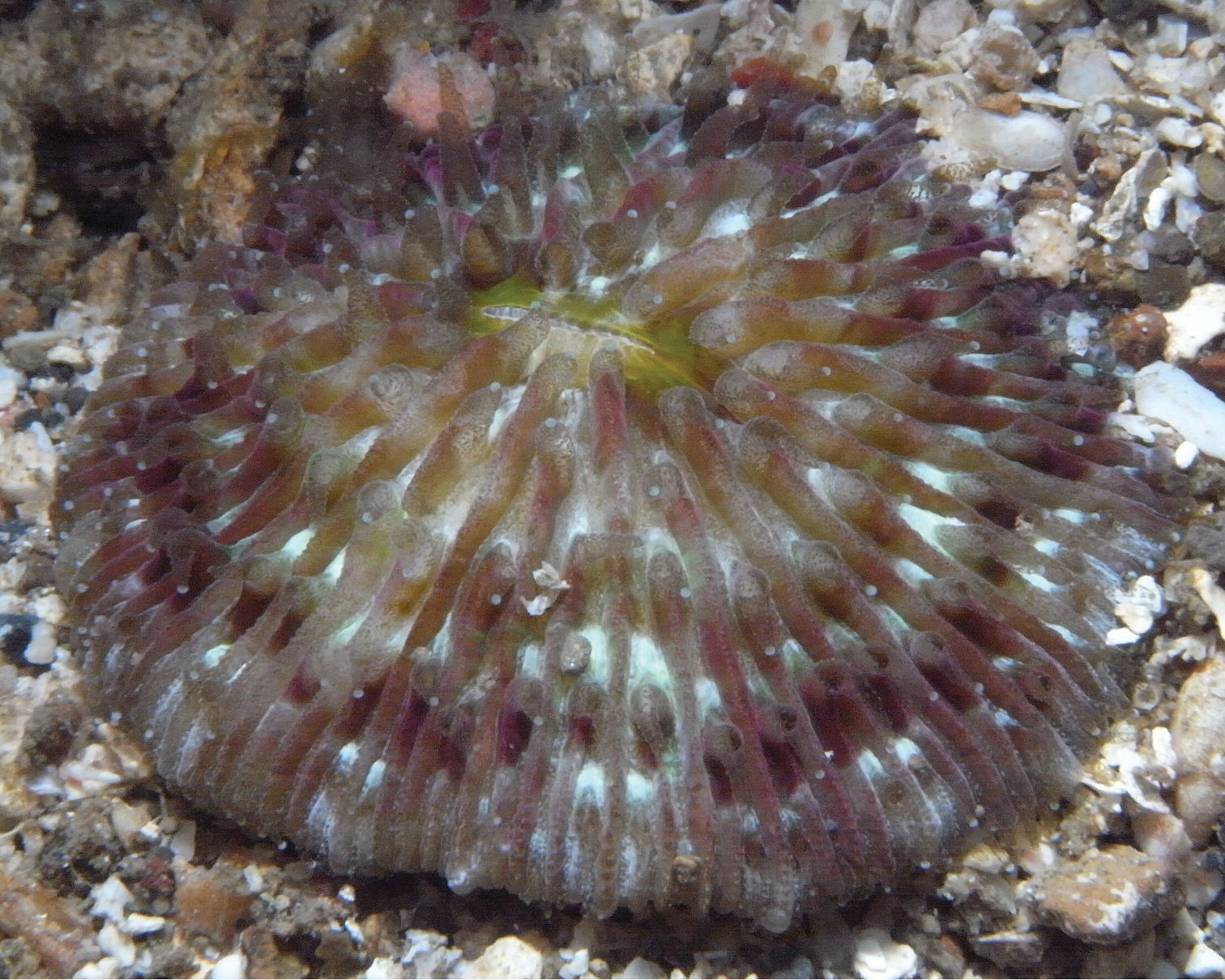
Cycloseris boschmai
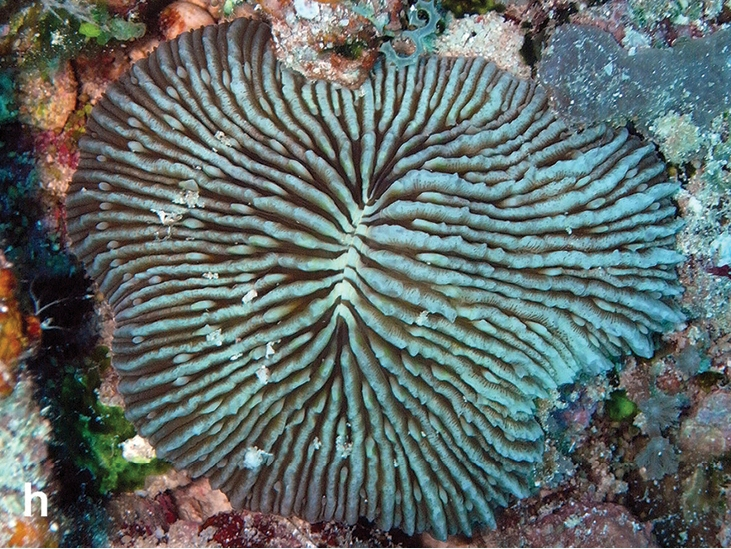
Danafungia scruposa
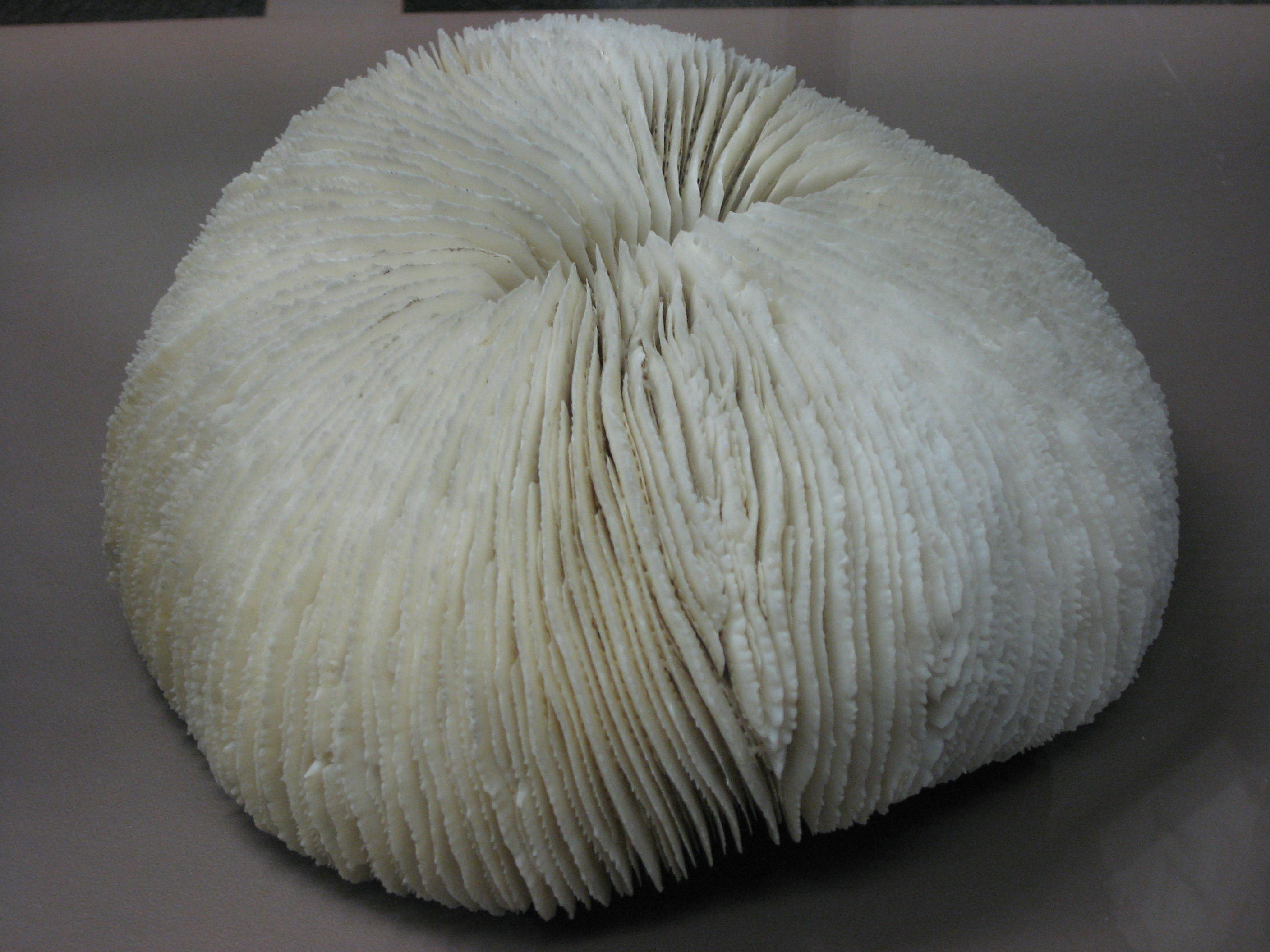
Fungia fungites
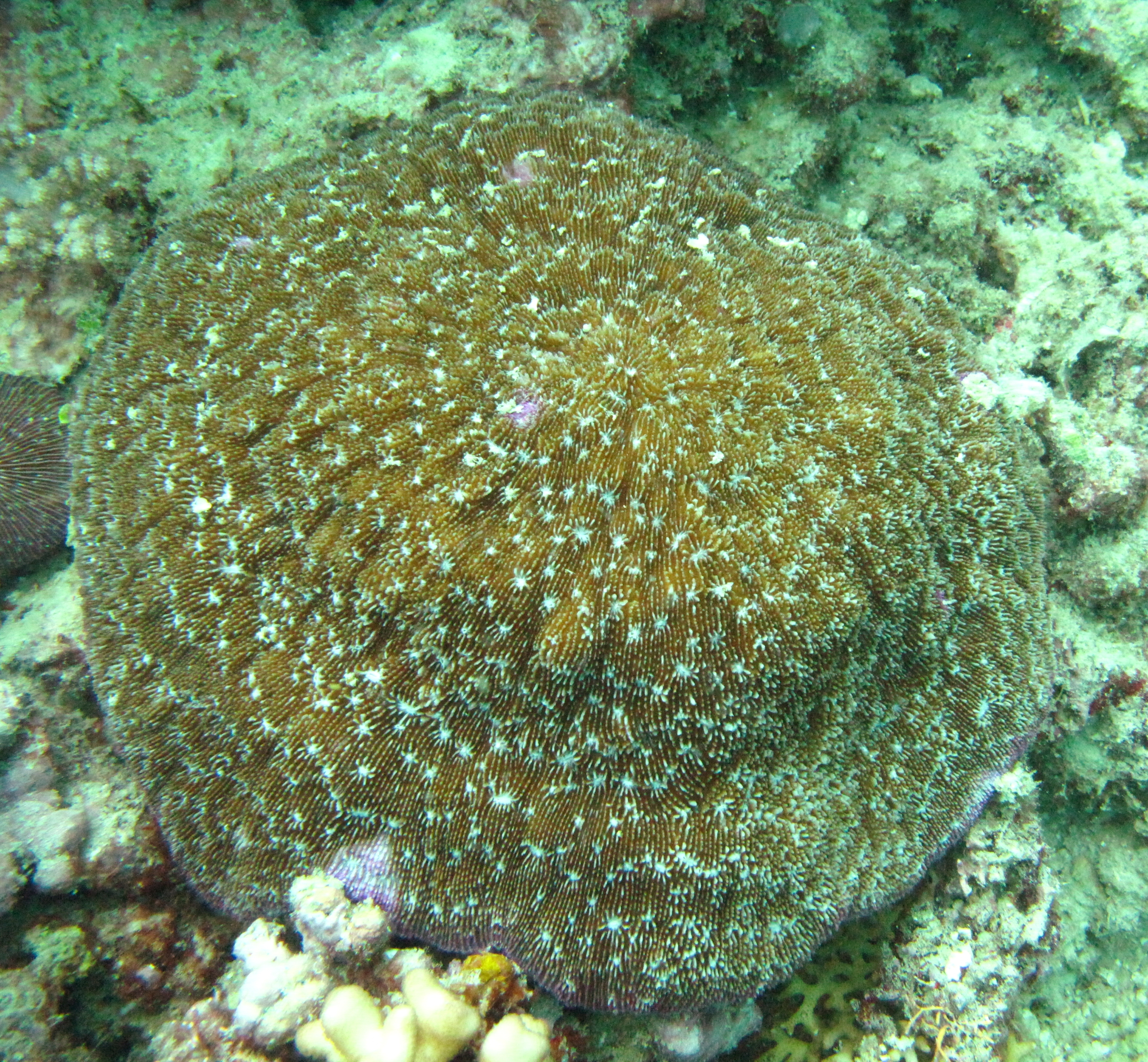
Halomitra pileus
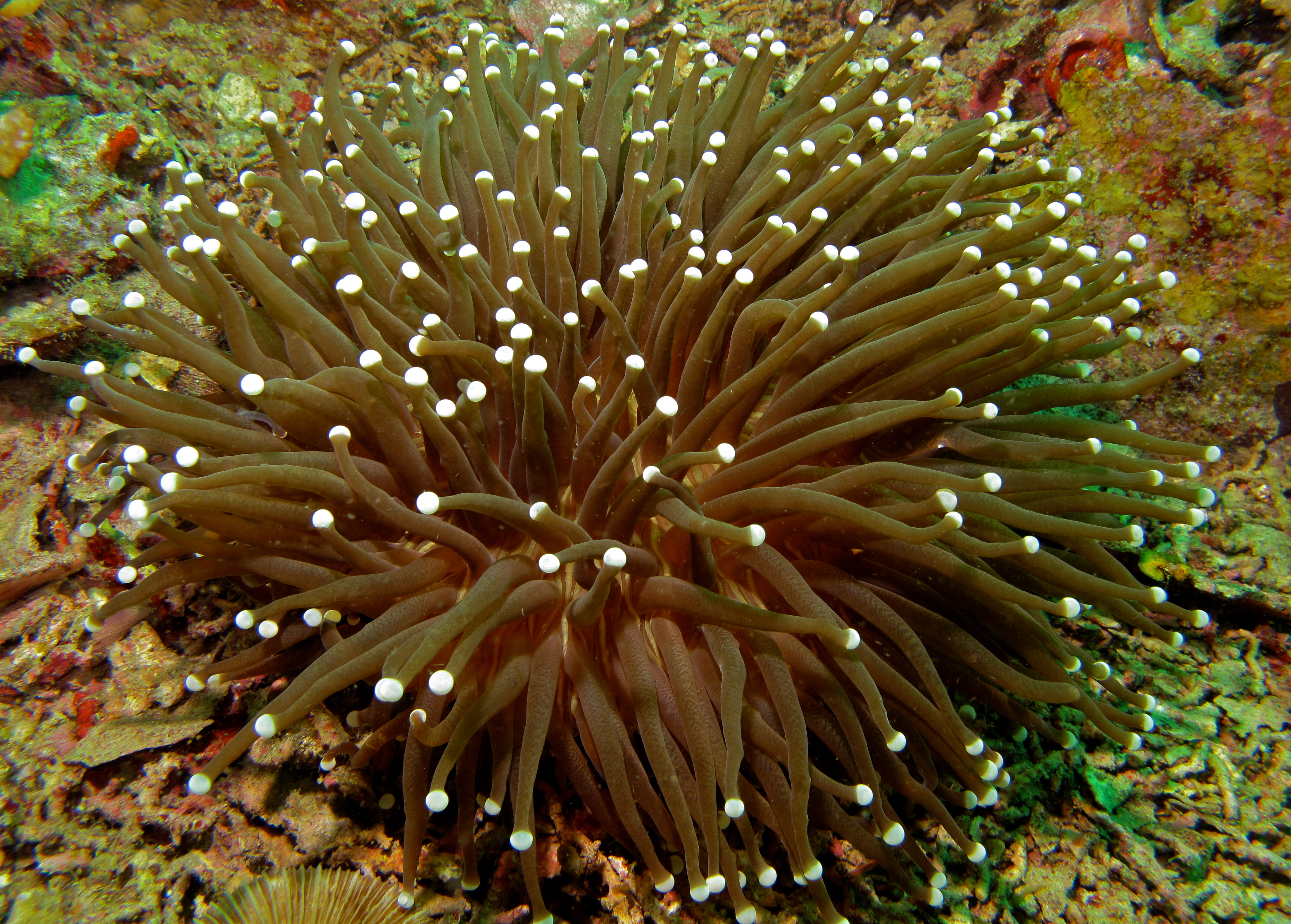
Heliofungia actiniformis
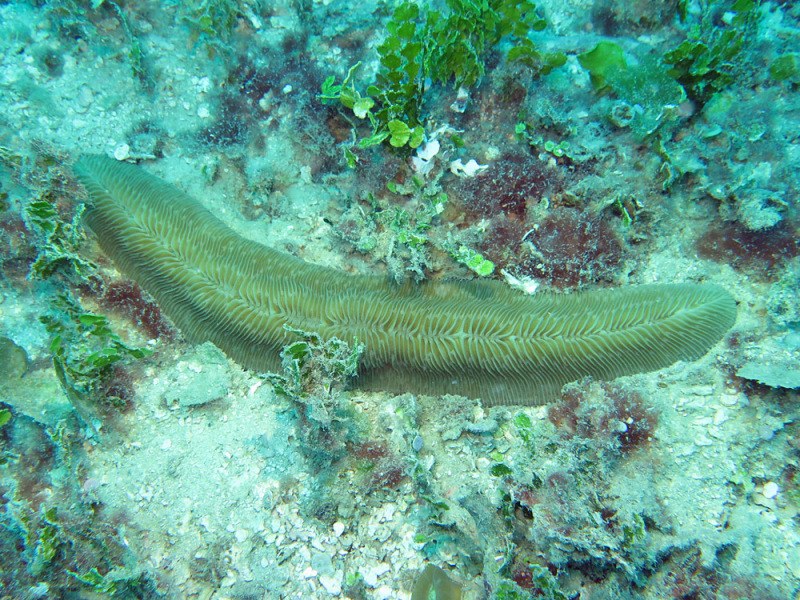
Herpolitha limax
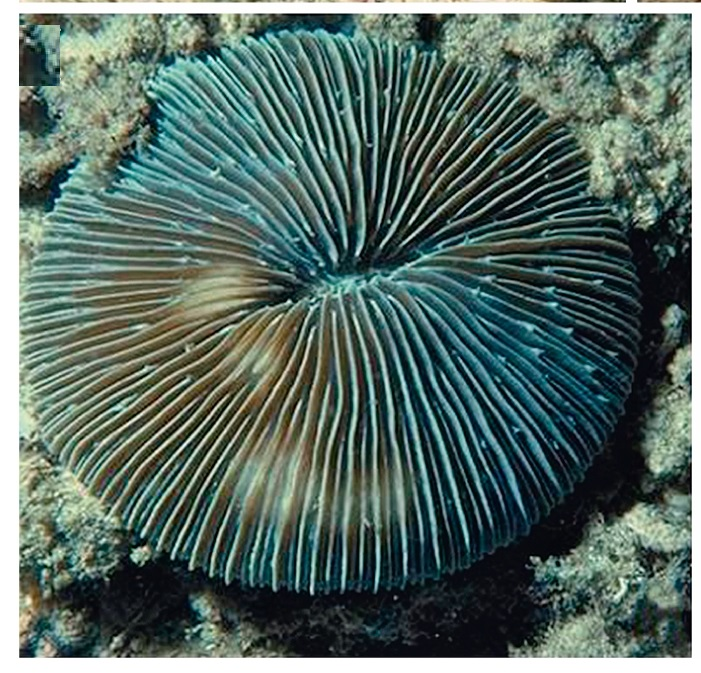
Lithophyllon scabra
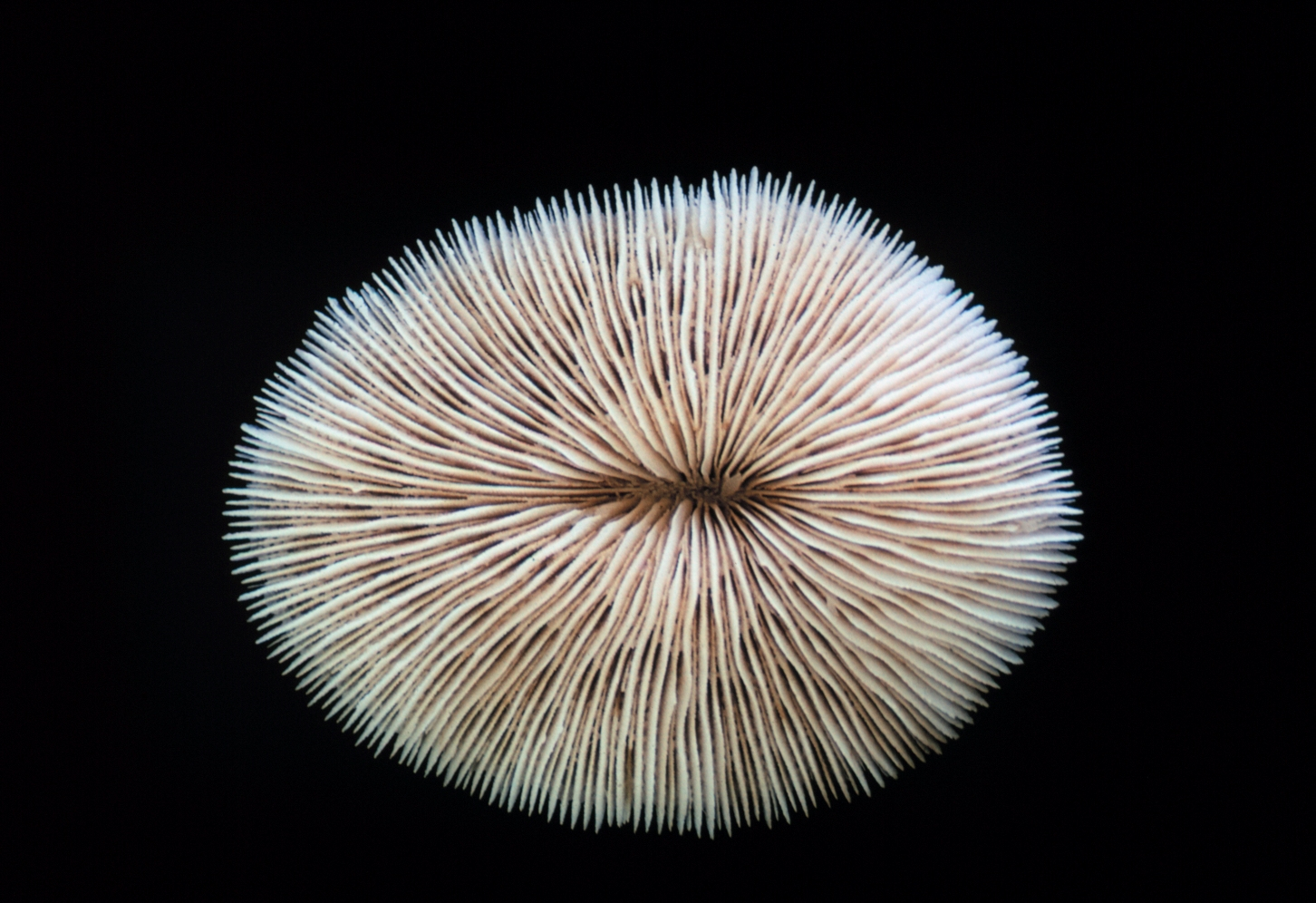
Lobactis scutaria
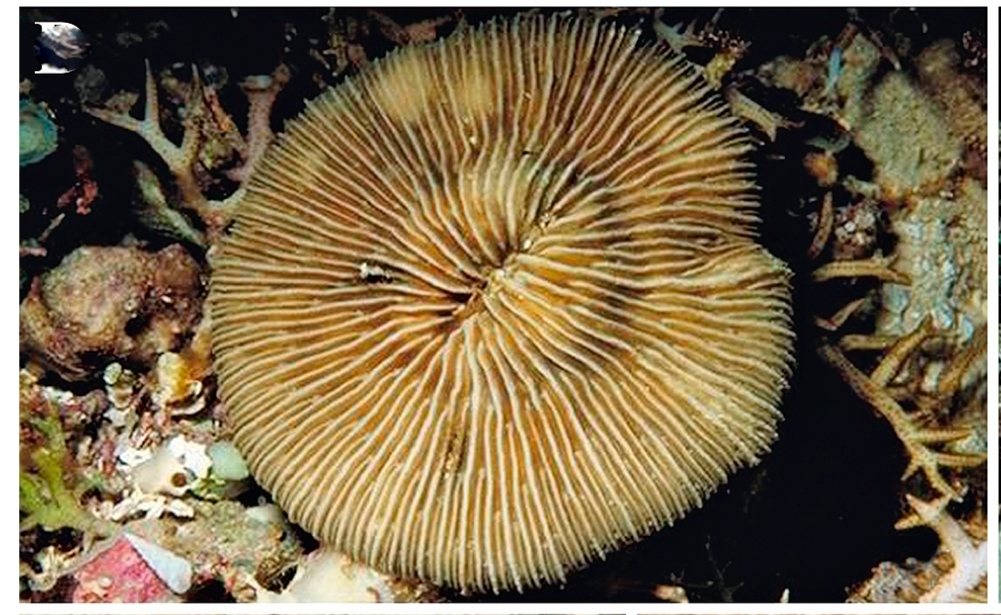
Pleuractis granulosa
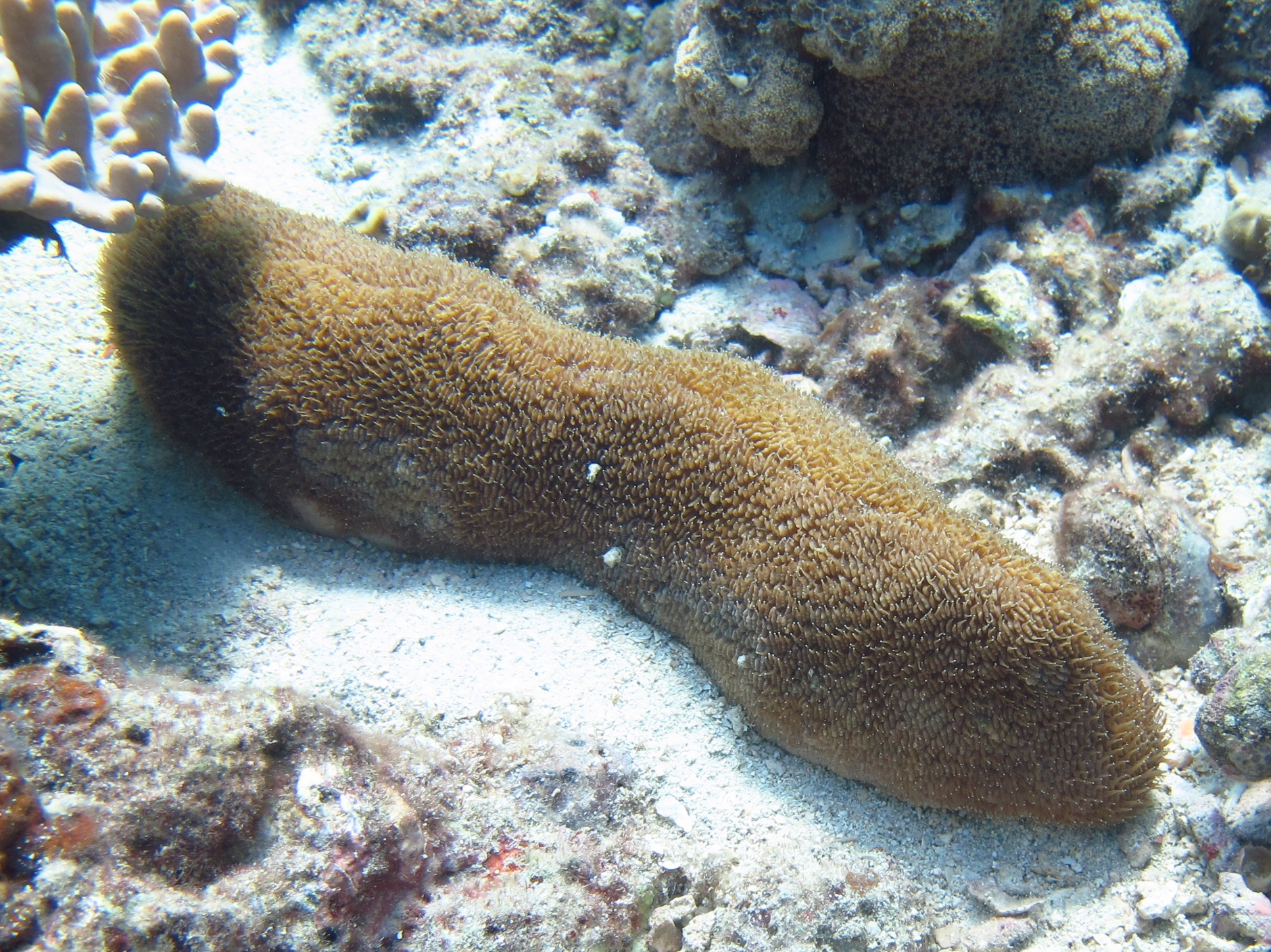
Polyphyllia talpina
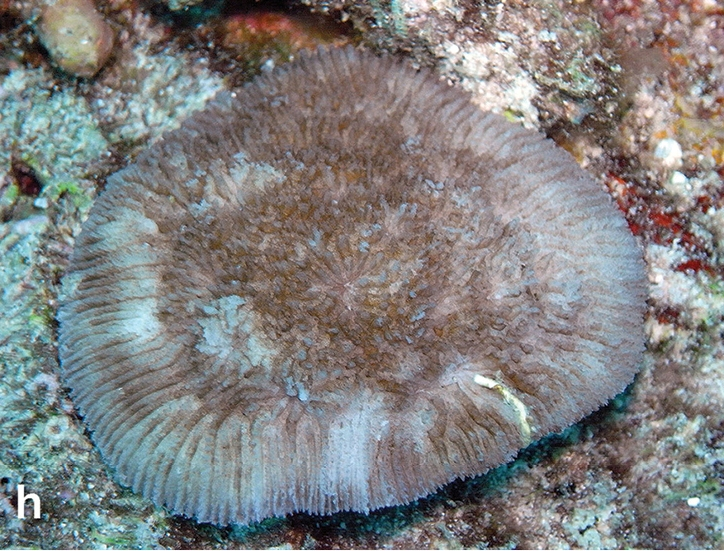
Sandalolitha robusta

## Détermination
Cette famille ne comporte pas beaucoup d'espèces, mais leur détermination est souvent difficile. On retient cependant plusieurs caractéristiques utiles : 
- Espèce non coloniale 
  - Non fixée
    - Bouche dominante
      - Petit disque, côtes peu marquées
        - Disque entier : Cycloseris
        - Disque divisé en segments : Diaseris

      - Disque de plus grande taille, côtes marquées
        - Les dents septales ne forment pas de grands lobes : Fungia et genre associés (Danafungia, Lithophyllon, Lobactis, Pleuractis)
        - Les dents septales forment de grands lobes : Heliofungia

    - Sillon axial dominant : Ctenactis

  - Fixée : Cantharellus
- Espèce coloniale 
  - Colonie libre
    - Sillon axial marqué, bouche indistincte : Herpolitha
    - Sillon axial indistinct ou absent
      - Septo-costae pétalloïdes : Polyphyllia
      - Septo-costae non pétalloïdes
        - Corallites robustes et nombreux : Sandalolitha
        - Corallites ni robustes ni nombreux
          - Les colonies forment des dômes délicats : Zoopilus
          - Sinon : Halomitra

  - Colonie fixée
    - Colonie principalement encroûtante : Lithophyllon encroûtants
    - Colonie principalement explanée : Podabacia